# Arrest Van der Tuuk Adriani/Batelaan
Het arrest Van der Tuuk Adriani/Batelaan (HR 15 maart 1996, NJ 1997/3) is een arrest van de Hoge Raad waarin het begrip ongerechtvaardigde verrijking verder werd uitgebreid. Een huisarts die zijn klanten verliest vanwege een ingetrokken vergunning, kan i.c. de schade die daaruit voortvloeit verhalen op een apotheker die door die omstandigheid juist klanten erbij kreeg.

## Casus
Batelaan is huisarts in Smilde. Aan zijn praktijk is een huisartsapotheek verbonden. In 1980 vestigt Van der Tuuk Adriani zich als apotheker in Smilde. Ten tijde van zijn vestiging hebben de partijen onderhandeld over de overname van de huisartsapotheek door Van der Tuuk Adriani. Van der Tuuk Adriani doet een bod, dat echter door Batelaan wordt afgeslagen, omdat hij zijn apotheek wil behouden.
Op grond van art. 28 van de Wet op de Geneesmiddelenvoorziening (WG) stelt elke provincie een commissie voor gebiedsaanwijzing in. Deze zijn, elk in hun eigen gebied, bevoegd een arts vergunning te verlenen de artsenijbereidkunst uit te oefenen als zij dat in het belang van de geneesmiddelenvoorziening noodzakelijk achten. Ze zijn niet blij met de combinatie huisarts/apotheek. Maar in Smilde was geen keus, omdat er geen apotheek in de buurt was.
Op verzoek van Van der Tuuk Adriani trekt de Commissie voor Gebiedsaanwijzing in de provincie Drenthe, op grond van art. 6 lid 4 WG de aan Batelaan verleende vergunning in. Wanneer de grond voor de verlening is weggevallen, kan de vergunning worden ingetrokken. De grond van de vergunning is weggevallen doordat Van der Tuuk Adriani een apotheek heeft gevestigd. Door de commissie in te schakelen valt een concurrent van hem weg. Batelaan procedeert tevergeefs om zijn vergunning te behouden. Na een uitspraak door de Afdeling Rechtspraak van de Raad van State verliest Batelaan op 1 januari 1983 definitief zijn vergunning.
De WG kent geen voorzieningen ter vergoeding van schade zoals in dit geval. Daarop laat Batelaan aan Van der Tuuk Adriani weten dat hij diens bod uit 1980 alsnog wil accepteren. Van der Tuuk Adriani laat weten dat het aanbod inmiddels is vervallen. Batelaan vordert schadevergoeding onder meer op grond van ongerechtvaardigde verrijking.

## Hoge Raad
De Hoge Raad sluit zich aan bij het Hof dat stelt dat om na te gaan of de verrijking van Van der Tuuk Adriani ongerechtvaardigd was, dat wil zeggen of de verrijking redelijke grond mist, eerst moet worden nagegaan of de vordering van Batelaan in het Nederlandse rechtstelsel past en of zij, nu zij niet rechtstreeks kan worden gegrond op de wet, zoals deze voor 1 januari 1992 luidde, aansluit bij de in de wet geregelde gevallen (de Quint/Te Poel criteria). De Hoge Raad kijkt daarom naar een aantal publiekrechtelijke wetten die de mogelijkheid bieden om de schade die een ondernemer ondervindt van publiekrechtelijke besluiten te verhalen op zijn concurrenten die daar juist voordeel van ondervinden. Hieruit blijkt dat de vordering voldoet aan de genoemde criteria.
De Hoge Raad oordeelt dat Van der Tuuk Adriani verplicht is schade aan Batelaan te vergoeden.

De enkele omstandigheid dat de overgang van de bevoegdheid tot geneesmiddelenvoorziening, waardoor Batelaan inkomsten heeft verloren en Van der Tuuk Adriani inkomsten heeft verworven, steunt op de wet, brengt niet mee dat Van der Tuuk Adriani de daarin gelegen verrijking mag behouden zonder gehouden te zijn de schade van Batelaan, voor zover dat redelijk is, te vergoeden.